# 貢滕施維爾

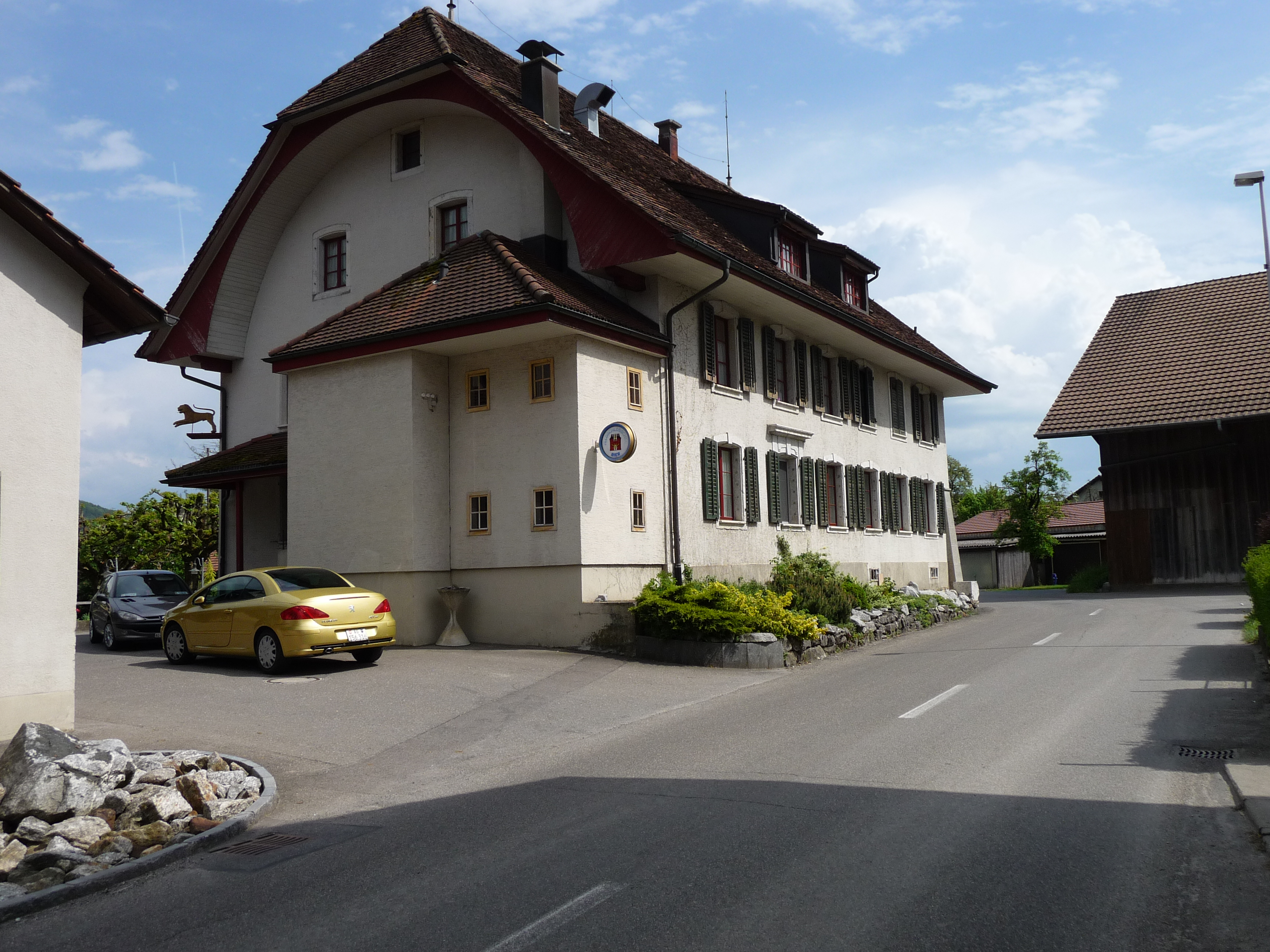

貢滕施維爾是瑞士的城鎮，位於該國北部，由阿爾高州負責管轄，面積9.74平方公里，海拔高度531米，2012年人口2,085，六成半人口信奉基督教，人口密度每平方公里214人。